# Jan Železný
Jan Železný (Mladá Boleslav, 16 juni 1966) is een Tsjecho-Slowaakse en (na de opdeling in 1993) Tsjechische voormalige atleet. Hij is geboren in het Tsjechische deel van het vroegere Tsjecho-Slowakije en is getrouwd met een Slowaakse. Hij wordt beschouwd als de beste speerwerper uit de geschiedenis. Hij werd drievoudig olympisch kampioen, drievoudig wereldkampioen en wereldrecordhouder speerwerpen. Zijn vader Jaroslav en moeder Jana waren beiden speerwerpers. Hij werd getraind door zijn vader Jaroslav Železný.

## Loopbaan
Železný kreeg in 1988 internationale bekendheid toen hij tijdens de Olympische Spelen in Seoel zilver won. Bij de drie volgende Spelen werd hij olympisch kampioen. Ook werd hij driemaal wereldkampioen, namelijk in 1993, 1995 en 2001.
Jan Železný is sinds 1996 wereldrecordhouder met een afstand van 98,48 m. Gedurende zijn carrière wierp hij de speer 53 maal over de 90 meter – al zijn concurrenten samen evenaarden dat aantal pas bij de eerste negentigmeterworp van 2017.
In 1998 had hij te kampen met een blessure, maar een jaar later was hij hiervan volledig hersteld.
Železný beëindigde zijn sportcarrière met een bronzen medaille op de Europese kampioenschappen van 2006 in Göteborg, na een carrière van 20 jaar en 246 officiële wedstrijden. Merkwaardigerwijs slaagde hij er in zijn indrukwekkende loopbaan nooit in Europees kampioen te worden.
Železný werkt in Praag voor het IOC en als coach.

## Titels
- Wereldkampioen speerwerpen - 1993, 1995, 2001
- Olympisch kampioen speerwerpen - 1992, 1996, 2000
- Tsjecho-Slowaaks kampioen speerwerpen - 1986, 1990
- Tsjechisch kampioen speerwerpen - 1994, 1996

## Persoonlijk record
| Onderdeel   | Afstand    | Datum       | Plaats |
| ----------- | ---------- | ----------- | ------ |
| speerwerpen | 98,48 (WR) | 25 mei 1996 | Jena   |

## Palmares

### speerwerpen
Kampioenschappen
- 1987:  WK - 82,20 m
- 1988:  OS - 84,12 m
- 1992:  OS - 89,66 m
- 1992:  Wereldbeker - 88,26 m
- 1993:  WK - 85,98 m
- 1993:  Grand Prix Finale - 88,28 m
- 1995:  WK - 89,58 m
- 1995:  Grand Prix Finale - 92,28 m
- 1996:  OS - 88,16 m
- 1997: 9e WK - 82,04 m
- 1997:  Grand Prix Finale - 89,58 m
- 1999:  WK - 87,67 m
- 1999:  Grand Prix Finale - 87,71 m
- 2000:  OS - 90,17 m
- 2001:  WK - 92,80 m
- 2001:  Grand Prix Finale - 88,98 m
- 2003: 4e WK - 84,09 m
- 2003:  Wereldatletiekfinale - 84,33 m
- 2004: 9e OS - 80,59 m
- 2004:  Wereldatletiekfinale - 82,01 m
- 2005: 4e Wereldatletiekfinale - 83,98 m
- 2006:  EK - 85,92 m
- 2006: 6e Wereldatletiekfinale - 81,61 m

Golden League-overwinningen
- 1999: Meeting Gaz de France - 89,06 m
- 2000: Bislett Games - 90,56 m
- 2001: Memorial Van Damme - 85,54 m
- 2001: ISTAF - 88,29 m
- 2003: Meeting Gaz de France - 89,06 m
- 2003: Weltklasse Zürich - 87,95 m

## Onderscheidingen
- IAAF-atleet van het jaar - 2000
- Europees atleet van het jaar - 1996, 2000

1908: Eric Lemming ·
1912: Eric Lemming ·
1920: Jonni Myyrä ·
1924: Jonni Myyrä ·
1928: Erik Lundqvist ·
1932: Matti Järvinen ·
1936: Gerhard Stöck ·
1948: Tapio Rautavaara ·
1952: Cyrus Young ·
1956: Egil Danielsen ·
1960: Viktor Tsyboelenko ·
1964: Pauli Nevala ·
1968: Jānis Lūsis ·
1972: Klaus Wolfermann ·
1976: Miklós Németh ·
1980: Dainis Kūla ·
1984: Arto Härkönen ·
1988: Tapio Korjus ·
1992: Jan Železný ·
1996: Jan Železný ·
2000: Jan Železný ·
2004: Andreas Thorkildsen ·
2008: Andreas Thorkildsen ·
2012: Keshorn Walcott ·
2016: Thomas Röhler ·
2020: Neeraj Chopra ·
2024: Arshad Nadeem
1983: Detlef Michel ·
1987: Seppo Räty ·
1991: Kimmo Kinnunen ·
1993: Jan Železný ·
1995: Jan Železný ·
1997: Marius Corbett ·
1999: Aki Parviainen ·
2001: Jan Železný ·
2003: Sergej Makarov ·
2005: Andrus Värnik ·
2007: Tero Pitkämäki ·
2009: Andreas Thorkildsen ·
2011: Matthias de Zordo ·
2013: Vítězslav Veselý ·
2015: Julius Yego ·
2017: Johannes Vetter ·
2019: Anderson Peters ·
2022: Anderson Peters ·
2023:  Neeraj Chopra
- Gemeinsame Normdatei: 119429144
- World Athletics: 14168038
- International Standard Name Identifier: 0000 0000 7861 3166
- Nationale Bibliotheek van Tsjechië: jn20000728850
- Virtual International Authority File: 84049061
- WorldCat: E39PBJp9tK3jXhK893VhCPQwmd